# Leucosyrinx
Leucosyrinx is een geslacht van weekdieren uit de klasse van de Gastropoda (slakken).

## Soorten
- Leucosyrinx angusteplicata (Strebel, 1905)
- Leucosyrinx archibenthalis Powell, 1969
- Leucosyrinx badenpowelli Dell, 1990
- Leucosyrinx bolbodes (Watson, 1881)
- Leucosyrinx caecilia Thiele, 1925
- Leucosyrinx canyonensis (Dell, 1956)
- Leucosyrinx claviforma (Kosuge, 1992)
- Leucosyrinx climoi Maxwell, 1988 †
- Leucosyrinx clionella Dall, 1908
- Leucosyrinx elsa Thiele, 1925
- Leucosyrinx equatorialis (Dall, 1919)
- Leucosyrinx eremita (Murdoch & Suter, 1906)
- Leucosyrinx erna Thiele, 1925
- Leucosyrinx esilda (Dall, 1908)
- Leucosyrinx exulans (Dall, 1890)
- Leucosyrinx hemimeres (Watson, 1881)
- Leucosyrinx herilda (Dall, 1908)
- Leucosyrinx julia Thiele, 1925
- Leucosyrinx kantori McLean, 1995
- Leucosyrinx lancea Lee, 2001
- Leucosyrinx macrobertsoni Powell, 1958
- Leucosyrinx mai Li & Li, 2008
- Leucosyrinx pelagia (Dall, 1881)
- Leucosyrinx pikei (Dell, 1963)
- Leucosyrinx plebeia (Watson, 1881)
- Leucosyrinx sansibarica Thiele, 1925
- Leucosyrinx subgrundifera (Dall, 1888)
- Leucosyrinx taludana Castellanos & Landoni, 1993
- Leucosyrinx tenoceras (Dall, 1889)
- Leucosyrinx turritus Sysoev, 1990
- Leucosyrinx verrillii (Dall, 1881)